# معادلة حركة

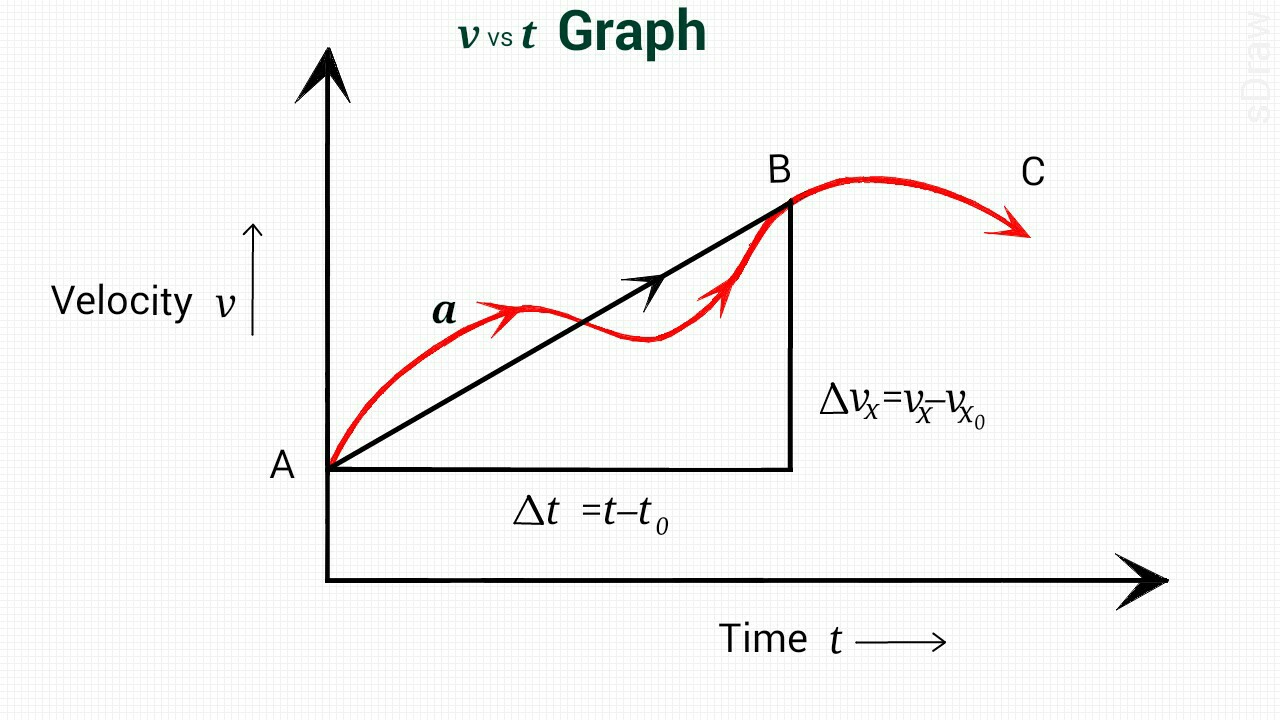

معادلات الحركة في الفيزياء هي المعادلات التي تصف سلوك النظام (على سبيل المثال، حركة الجسيمات تحت تأثير قوة ما) كتابع للزمن. وتشير التسمية أحيانا إلى المعادلات التفاضلية التي يحققها النظام (على سبيل المثال، قانون نيوتن الثاني أو معادلات أويلر لاغرانج).
إن المعادلات الواردة في الأسفل، تطبق على الأجسام المتحركة خطيا بتسارع ثابت. مع ملاحظة الرموز التالية:

الإزاحة:x، السرعة الابتدائية: Vi، السرعة v في اللحظة t، التسارع: a، الزمن: t.

## معادلات الحركة الخطية المنتظمة
نعتبر الجسم المدروس بين نقطتين: نقطة أولى بدائية، وأخرى في لحظة ما. يدرس علم الحركة غالبا أكثر من نقطتين زمنيتين، ونحتاج عندها إلى أكثر من معادلة. إذا كان a ثابتا، فإن الجزء التفاضلي a dt، يمكن مكاملته على المجال من 0 إلى {\displaystyle \Delta t} حيث ({\displaystyle \Delta t=t-t_{i}})، للحصول على علاقة خطية للسرعة. دمج السرعة يعطي أربع معادلات للموضع في نهاية المجال.
| {\displaystyle v=v_{i}+a\Delta t\,} {\displaystyle x=x_{i}+v_{i}\Delta t+{\tfrac {1}{2}}a(\Delta t)^{2}\,} {\displaystyle x=x_{i}+{\tfrac {1}{2}}(v+v_{i})\Delta t\,} {\displaystyle v^{2}=v_{i}^{2}+2a(x-x_{i})\,} | حيث... {\displaystyle v_{i}\,} السرعة البدائية للجسم. {\displaystyle x_{i}\,} الموضع البدائي للجسم. وحالته في الزمن t توصف بالمعادلات: {\displaystyle v\,}، السرعة عند نهاية المجال {\displaystyle x\,}، الموضع عند نهاية المجال (إزاحة) {\displaystyle \Delta t\,}، المجال الزمني بين الموضع الابتدائي والموضع الحالي. {\displaystyle a\,}، التسارع الثابت، أو في حالة الأجسام المتحركة تحت تأثير الجاذبية. |

لاحظ أن كل معادلة من المعادلات السابقة تحتوي على أربع متغيرات. إذن، نحتاج في هذه الحالة إلى معرفة ثلاث من المتغيرات الخمس لحساب المتغيرين الآخرين.

## النسخة التقليدية للمعادلات
تكتب المعادلات السابقة غالبا في الشكل التالي:
{\displaystyle {\begin{alignedat}{3}&v&&=v_{i}+at\qquad &{\text{(1)}}\\&x&&={\tfrac {1}{2}}(v_{i}+v)t\qquad &{\text{(2)}}\\&x&&=v_{i}t+{\tfrac {1}{2}}at^{2}\qquad &{\text{(3)}}\\&v^{2}&&=v_{i}^{2}+2ax\qquad &{\text{(4)}}\\&x&&=vt-{\tfrac {1}{2}}at^{2}\qquad &{\text{(5)}}\end{alignedat}}}
بتعويض المعادلة 1 في المعادلة 2 يمكننا الحصول على المعادلات 3 و4 و5. حيث:
x= هي المسافة بين الموضعين البدائي والنهائي (إزاحة) ويرمز لها أحيانا بـ R أو x.

vi = السرعة البدائية (السرعة في اتجاه محدد).

v = السرعة النهائية.

a = التسارع الثابت.

t = الزمن اللازم لقطع المسافة بين النقطتين البدائية والنهائية.

### أمثلة
تعتبر أمثلة المقذوفات شائعة جدا في دراسة الحركة، فمثلا ندرس كرة مقذوفة في الهواء إلى الأعلى.
لتكن السرعة البدائية vi، يمكن معها حساب الارتفاع الذي تصل له الكرة قبل أن تعود وتسقط إلى الأسفل.
التسارع هو تسارع الجاذبية الأرضية الثابت g. وهنا يجب أن نعرف مع أن هذه الكميات تظهر أنها كميات سلمية، فإن اتجاه الإزاحة، والسرعة والتسارع يعتبر مهما. ويمكن اعتبارها متجهات وحيدة الاتجاه. باختيار اتجاه الإزاحة بدءا من الأرض نحو الأعلى، فيكون التسارع –g لأن قوة الجاذبية تتجه نحو الأسفل وبالتالي تسارع الكرة سيكون مماثل له.
عند أعلى نقطة تبلغها الكرة، ستكون ساكنة الحركة، أي سرعتها مساوية للصفر v=0 . باستخدام المعادلة 4 يكون لدينا:
{\displaystyle x={\frac {v^{2}-v_{i}^{2}}{2g}}.}
باختصار المعادلة 3.